# Hans Prutz
Hans Prutz, född 20 maj 1843 i Jena, död 29 januari 1929 i Stuttgart, var en tysk historiker.  Han var son till skalden Robert Prutz.
Prutz var professor i historia vid universitetet i Königsberg 1877–1902. Han författade arbeten över medeltidens historia och Preussen samt medverkade i "Allgemeine Weltgeschichte", utgiven av G. Grote'sche Verlagsbuchhandlung (1884–92). Han var ledamot av bayerska Vetenskapsakademien i München.